# Пантелеев, Пётр Григорьевич
Пётр Григорьевич Пантелеев (9 октября 1904, Тюрикова, Пермская губерния — 27 января 1961, Алма-Ата) — советский геолог.

## Биография
Пётр Григорьевич Пантелеев родился 9 октября 1904 года в деревне Тюриковой Красномыльской волости Шадринского уезда Пермской губернии, ныне деревня входит в Шадринский муниципальный округ Курганской области.
Член КПСС.
В 1930 году окончил Уральский политехнический институт.
В 1929—1938 годах работал в УралГеоМине, начальник партии; затем до сентября 1943 года — в Уральском геологическом управлении, главный инженер геологоразведочных экспедиций. Занимался исследованием Первоуральского и Кусинского месторождений титано-магнетитов (1929—1935) и Селянкинского месторождения ильменорутила в Ильменских горах (1934—1937); вместе с И. И. Малышевым поднял вопрос о промышленном использовании титаномагнетитовых руд. В 1933 году вместе с А. К. Сидоровым он исследовал проблему использования уральских основных горных пород для каменного литья. В 1939 году и в первые годы войны руководил группой редких металлов Уральского геологического управления.
С октября 1943 года по октябрь 1948 года работал главным инженером в Киргизском геологическом управлении.
С октября 1948 года по сентябрь 1956 года — начальник Киргизского геологического управления.
С ноября 1956 года по март 1958 года — начальник Уральского геологического управления.
С марта 1958 года до января 1961 года — директор Казахского филиала Всесоюзного института минерального сырья.
Пётр Григорьевич Пантелеев умер 27 января 1961 года в городе Алма-Ате Казахской ССР, ныне город республиканского значения Республики Казахстан.
Похоронен на Центральном кладбище Ленинского района города Алма-Аты Алма-Атинской области Казахской ССР, ныне кладбище находится в Жетысуском районе города республиканского значения Алма-Аты Республики Казахстан.

## Награды
- Лауреат Сталинской премии, 1953 год, за исследование месторождений полезных ископаемых в Киргизской ССР (за открытие и разведку месторождения урана Кавак)[3]
- Орден Ленина
- Орден Трудового Красного Знамени, дважды
- Орден «Знак Почёта», дважды: 14 января 1944 года в числе 39 работников Уральского геологического управления[4] и ?
- медали